# 재난안전관리본부
재난안전관리본부(災難安全管理本部)는 안전 및 재난에 관한 정책의 수립·총괄·조정, 비상대비, 민방위 및 방재 기능을 수행하는 대한민국 행정안전부의 하부조직이다.

## 연혁
- 1975년 8월 26일: 내무부의 하부조직으로 민방위본부 설치[1]
- 1995년 10월 19일: 민방위재난통제본부로 개편[2]
- 1998년 2월 28일: 행정자치부의 하부조직으로 변경[3]
- 2004년 5월 24일: 소방·방재·민방위 운영 및 안전관리에 관한 사무를 소방방재청에 이관하고 재난관련 정책의 종합·조정 등의 사무를 수행하기 위해 안전정책관실로 개편[4]
- 2008년 2월 29일: 행정안전부 재난안전실로 확대[5]
- 2013년 3월 23일: 안전행정부 안전관리본부로 확대[6]
- 2014년 11월 19일: 국민안전처 안전정책실·재난관리실·특수재난실로 개편.[7]
- 2017년 7월 26일: 행정안전부 재난안전관리본부로 개편.[8]

## 조직
본부장 아래 2실 1국(6정책관, 1심의관) 28과(1센터)와 기타 보좌기관을 두며, 실장과 국장은 각각 고위공무원단 가등급과 나등급에 속하는 일반직공무원으로, 과장은 3급 혹은 4급 일반직공무원으로 보한다.

## 같이 보기
- 대한민국 행정안전부
- 재난안전관리본부장